# Copa do Nordeste 2022
La Copa do Nordeste 2022 è stata la 19ª edizione della Copa do Nordeste.

## Formato
La competizione, preceduta da un torneo preliminare denominato Pré-Copa do Nordeste che determina le ultime 4 squadre qualificate in aggiunta alle 12 iniziali, si divide in due fasi:
- Nella prima fase le squadre sono suddivise in due gironi da 8 squadre con match di sola andata, al termine dei quali le prime 4 di ciascun gruppo accedono alla fase successiva. Le squadre affrontano avversarie appartenenti all'altro girone.
- Nella seconda fase le 8 squadre qualificate si affrontano in un tabellone a eliminazione diretta con scontro unico ad eccezione della finale in doppia gara. In caso di parità al termine dei tempi regolamentari si procede con i tiri di rigore.

La vincente del torneo, ottiene un posto per il terzo turno di Coppa del Brasile 2023.

## Partecipanti

### Ammesse alla Pré-Copa do Nordeste
Per questa edizione, i criteri di ammissione alla Pré-Copa sono i seguenti:
- Criterio 1: 9 posti sono riservati alle squadre con il punteggio più alto in ciascuno dei nove campionati statali 2021 nel nord-est, ad eccezione di quelle squadre che hanno già ottenuto un posto nella fase a gironi.
- Criterio 2: 3 posti sono riservati alle migliori squadre classificate in ciascuno dei 3 campionati statali del 2021 delle migliori federazioni del Ranking CBF 2021 (Ceará, Bahia e Pernambuco), ad eccezione delle squadre classificate per la fase a gironi o per Criterio 1.
- Criterio 3: 9 posti sono riservati alle squadre meglio piazzate nella classifica CBF 2021 di ciascuno dei 9 stati del nord-est, ad eccezione di quelle già qualificate per la fase a gironi o per i Criteri 1 o 2.
- Criterio 4: 3 posti sono riservati alle squadre del Nordest meglio posizionate nel Ranking CBF 2021, indipendentemente dallo stato di appartenenza, ad eccezione di quelle classificate per la fase a gironi o per i criteri 1, 2 o 3.

| Stato               | Squadra (Città)                   | Criterio di qualificazione |
| ------------------- | --------------------------------- | -------------------------- |
| Alagoas             | CRB (Maceió)                      | Criterio 1                 |
| Alagoas             | ASA (Arapiraca)                   | Criterio 3                 |
| Bahia               | Bahia de Feira (Feira de Santana) | Criterio 1                 |
| Bahia               | Juazeirense (Juazeiro)            | Criterio 2                 |
| Bahia               | Vitória (Salvador)                | Criterio 3                 |
| Bahia               | Jacuipense (Riachão do Jacuípe)   | Criterio 4                 |
| Ceará               | Ferroviário-CE (Fortaleza)        | Criterio 1                 |
| Ceará               | Atlético Cearense (Fortaleza)     | Criterio 2                 |
| Ceará               | Floresta (Fortaleza)              | Criterio 3                 |
| Maranhão            | Moto Club (São Luís)              | Criterio 1                 |
| Maranhão            | Imperatriz (Imperatriz)           | Criterio 3                 |
| Paraíba             | Sousa (Sousa)                     | Criterio 1                 |
| Paraíba             | Botafogo-PB (João Pessoa)         | Criterio 3                 |
| Paraíba             | Treze (Campina Grande)            | Criterio 4                 |
| Pernambuco          | Santa Cruz (Recife)               | Criterio 1                 |
| Pernambuco          | Retrô (Camaragibe)                | Criterio 2                 |
| Pernambuco          | Central-PE (Caruaru)              | Criterio 3                 |
| Piauí               | Fluminense-PI (Teresina)          | Criterio 1                 |
| Piauí               | River (Teresina)                  | Criterio 3                 |
| Rio Grande do Norte | ABC (Natal)                       | Criterio 1                 |
| Rio Grande do Norte | América-RN (Natal)                | Criterio 3                 |
| Sergipe             | Lagarto (Lagarto)                 | Criterio 1                 |
| Sergipe             | Confiança (Aracaju)               | Criterio 3                 |
| Sergipe             | Itabaiana (Itabaiana)             | Criterio 4                 |

### Ammesse alla fase a gironi
Partono dalla fase a gironi di Copa do Nordeste le squadre vincitrici del campionato statale dell'anno precedente, più tre le migliori classificate nel ranking federale degli stati di Bahia, Ceará e Pernambuco che non hanno vinto il rispettivo campionato statale.
| Stato               | Squadra (Città)                     | Motivo qualificazione                      |
| ------------------- | ----------------------------------- | ------------------------------------------ |
| Alagoas             | CSA (Maceió)                        | Vincitore del Campionato Alagoano 2021     |
| Bahia               | Atlético de Alagoinhas (Alagoinhas) | Vincitore del Campionato Baiano 2021       |
| Bahia               | Bahia (Salvador)                    | 11º nel ranking CBF                        |
| Ceará               | Fortaleza (Fortaleza)               | Vincitore del Campionato Cearense 2021     |
| Ceará               | Ceará (Fortaleza)                   | 14º nel ranking CBF                        |
| Maranhão            | Sampaio Corrêa (São Luís)           | Vincitore del Campionato Maranhense 2021   |
| Paraíba             | Campinense (Campina Grande)         | Vincitore del Campionato Paraibano 2021    |
| Pernambuco          | Náutico (Recife)                    | Vincitore del Campionato Pernambucano 2021 |
| Pernambuco          | Sport Recife (Recife)               | 20º nel ranking CBF                        |
| Piauí               | Altos (Altos)                       | Vincitore del Campionato Piauiense 2021    |
| Rio Grande do Norte | Globo (Ceará-Mirim)                 | Vincitore del Campionato Potiguar 2021     |
| Sergipe             | Sergipe (Aracaju)                   | Vincitore del Campionato Sergipano 2021    |

## Pré-Copa do Nordeste

### Sorteggio
I sorteggi sono avvenuti il 4 settembre 2021 nella sede centrale della CBF a Rio de Janeiro. Le 24 squadre sono state divise in quattro urne a seconda del Ranking CBF e si affrontano in sfide di sola andata per i primi due turni. Al terzo turno, invece, le sfide saranno andata e ritorno.
Al primo turno, si affrontano le squadre collocate nell'urna 1 e 2; le squadre delle urne 3A e 3B, invece, partono dal secondo turno e affronteranno le vincenti del primo turno.
| Urna 1 | Urna 2 | Urna 3A                                              | Urna 3B                                                       |
| --- | --- | ---------------------------------------------------- | ------------------------------------------------------------- |
| Imperatriz (61) Treze (65) Moto Club (67) Jacuipense (71) Itabaiana (73) River (77) ASA (78) Juazeirense (81) | Central-PE (86) Floresta (91) Bahia de Feira (103) Atlético Cearense (119) Sousa (192) Lagarto (209) Fluminense-PI (no ranking) Retrô (no ranking) | Vitória (23) CRB (31) Santa Cruz (41) Confiança (47) | Botafogo-PB (49) ABC (52) Ferroviário-CE (57) América-RN (59) |

### Partite

#### Primo turno
In caso di parità al termine dei 90 minuti, la vincente verrà decisa tramite i calci di rigore.
| Squadra 1   | Risultato       | Squadra 2         |
| ----------- | --------------- | ----------------- |
| River       | 5 – 0           | Lagarto           |
| Moto Club   | 3 – 2           | Retrô             |
| Treze       | 1 – 3           | Floresta          |
| Juazeirense | 1 – 0           | Central-PE        |
| ASA         | 1 – 2           | Sousa             |
| Jacuipense  | 1 – 0           | Atlético Cearense |
| Itabaiana   | 1 – 1 (3-1 dtr) | Bahia de Feira    |
| Imperatriz  | 1 – 1 (5-4 dtr) | Fluminense-PI     |

#### Secondo turno
In caso di parità al termine dei 90 minuti, la vincente verrà decisa tramite i calci di rigore.
| Squadra 1      | Risultato       | Squadra 2   |
| -------------- | --------------- | ----------- |
| CRB            | 2 – 1           | River       |
| América-RN     | 1 – 1 (4-5 dtr) | Moto Club   |
| Santa Cruz     | 3 – 3 (2-4 dtr) | Floresta    |
| Ferroviário-CE | 4 – 0           | Juazeirense |
| Confiança      | 1 – 1 (4-5 dtr) | Sousa       |
| ABC            | 4 – 2           | Jacuipense  |
| Vitória        | 3 – 0           | Itabaiana   |
| Botafogo-PB    | 2 – 0           | Imperatriz  |

#### Terzo turno
In caso di parità di differenza reti al termine del doppio scontro, la vincente verrà decisa tramite i calci di rigore.
| Squadra 1   | Totale | Squadra 2      | Andata | Ritorno         |
| ----------- | ------ | -------------- | ------ | --------------- |
| Moto Club   | 2 – 3  | CRB            | 2 – 1  | 0 – 2           |
| Floresta    | 1 – 1  | Ferroviário-CE | 0 – 0  | 1 – 1 (4-3 dtr) |
| Sousa       | 4 – 2  | ABC            | 3 – 0  | 1 – 2           |
| Botafogo-PB | 3 – 3  | Vitória        | 1 – 1  | 2 – 2 (6-5 dtr) |

## Fase a gironi

### Sorteggio
Il sorteggio della fase a gironi si è tenuto il 6 dicembre 2021 nella sede centrale della CBF a Rio de Janeiro. Le squadre sono state suddivise in quattro urne in base al loro ranking CBF e sorteggiate in due gironi, evitando scontri diretti fra club dello stesso stato.
| Urna A                                                 | Urna B                                             | Urna C                                                 | Urna D                                                               |
| ------------------------------------------------------ | -------------------------------------------------- | ------------------------------------------------------ | -------------------------------------------------------------------- |
| Bahia (11) Ceará (14) Fortaleza (18) Sport Recife (20) | CSA (30) CRB (31) Sampaio Corrêa (33) Náutico (39) | Botafogo-PB (49) Globo (62) Altos (68) Campinense (72) | Floresta (91) Sergipe (102) Atlético de Alagoinhas (137) Sousa (192) |

### Girone A
| Squadra                | Pt | G | V | N | P | GF | GS | DG  |
| ---------------------- | -- | - | - | - | - | -- | -- | --- |
| Fortaleza              | 16 | 8 | 4 | 4 | 0 | 17 | 6  | +11 |
| CSA                    | 14 | 8 | 4 | 2 | 2 | 13 | 6  | +7  |
| Sport Recife           | 14 | 8 | 4 | 2 | 2 | 10 | 6  | +4  |
| Atlético de Alagoinhas | 11 | 8 | 3 | 2 | 3 | 6  | 8  | -2  |
| Sampaio Corrêa         | 7  | 8 | 2 | 1 | 5 | 8  | 11 | -3  |
| Campinense             | 6  | 8 | 1 | 3 | 4 | 8  | 12 | -4  |
| Globo                  | 5  | 8 | 1 | 2 | 5 | 4  | 21 | -17 |
| Sergipe                | 1  | 8 | 0 | 1 | 7 | 3  | 16 | -13 |

### Girone B
| Squadra     | Pt | G | V | N | P | GF | GS | DG  |
| ----------- | -- | - | - | - | - | -- | -- | --- |
| Ceará       | 18 | 8 | 5 | 3 | 0 | 12 | 2  | +10 |
| Botafogo-PB | 15 | 8 | 4 | 3 | 1 | 10 | 6  | +4  |
| Náutico     | 14 | 8 | 4 | 2 | 2 | 14 | 8  | +6  |
| CRB         | 14 | 8 | 4 | 2 | 2 | 8  | 6  | +2  |
| Bahia       | 13 | 8 | 4 | 1 | 3 | 18 | 11 | +7  |
| Sousa       | 11 | 8 | 3 | 2 | 3 | 10 | 11 | -1  |
| Altos       | 9  | 8 | 2 | 3 | 3 | 7  | 9  | -2  |
| Floresta    | 7  | 8 | 2 | 1 | 5 | 7  | 16 | -9  |

## Fase finale
|  | Quarti di finale | Quarti di finale       | Quarti di finale |  |  | Semifinali | Semifinali   | Semifinali |           |   | Finale | Finale       | Finale | Finale | Finale |  |
|  |                  |                        |                  |  |  |            |              |            |           |   |        |              |        |        |        |  |
|  | 2A               | CSA                    | 0 (1)            |  |  |            |              |            |           |   |        |              |        |        |        |  |
|  | 3A               | Sport Recife (dtr)     | 0 (3)            |  |  | 3A         | Sport Recife | 3          |           |   |        |              |        |        |        |  |
|  | 1B               | Ceará                  | 0 (3)            |  |  | 4B         | CRB          | 1          |           |   |        |              |        |        |        |  |
|  | 4B               | CRB (dtr)              | 0 (4)            |  |  |            |              |            |           |   | 3A     | Sport Recife | 1      | 0      | 1      |  |
|  | 1A               | Fortaleza              | 5                |  |  |            |              | 1A         | Fortaleza | 1 | 1      | 2            |        |        |        |  |
|  | 4A               | Atlético de Alagoinhas | 1                |  |  | 1A         | Fortaleza    | 2          |           |   |        |              |        |        |        |  |
|  | 2B               | Botafogo-PB            | 1 (3)            |  |  | 3B         | Náutico      | 0          |           |   |        |              |        |        |        |  |
|  | 3B               | Náutico (dtr)          | 1 (4)            |  |  |            |              |            |           |   |        |              |        |        |        |  |